# Astroturfing
Der Begriff Astroturfing (englisch abgeleitet von AstroTurf), zu deutsch sinngemäß künstliche Graswurzelbewegung, bezeichnet – insbesondere in den USA – politische Public-Relations- und kommerzielle Werbeprojekte, die darauf abzielen, den Eindruck einer spontanen Graswurzelbewegung vorzutäuschen. Ziel ist es dabei, den Anschein einer unabhängigen öffentlichen Meinungsäußerung über Politiker, politische Gruppen, Produkte, Dienstleistungen, Ereignisse und Ähnliches zu erwecken, indem das Verhalten vieler verschiedener und geographisch getrennter Einzelpersonen zentral gesteuert wird.

## Etymologie und Begriffsgeschichte
Der Begriff Astroturfing ist ein im Englischen beheimatetes Wortspiel mit dem Markennamen AstroTurf für Kunstrasen, wie er in manchen Sportstadien verwendet wird. Graswurzelbewegung (grassroots movement) hingegen bezeichnet eine wirklich spontane, in erster Linie von Privatpersonen getragene Initiative. Geprägt wurde der Begriff wahrscheinlich vom langjährigen US-amerikanischen Senator Lloyd Bentsen aus Texas, der 1985 mit Blick auf zahlreiche Briefe, die sein Büro erhalten hatte, gesagt haben soll: „Ein Texaner kennt den Unterschied zwischen Graswurzeln und Astroturf. Das ist alles fabrizierte Post.“ Zu dieser Erklärung passt auch, dass das Sportstadion Astrodome in Bentsens Heimatstadt Houston namensgebend für den dort verwendeten Kunstrasen AstroTurf war.

## Methoden
Wie die meisten Formen von Propaganda versucht Astroturfing, die Emotionen der Öffentlichkeit gezielt zu beeinflussen und eine starke öffentliche Meinung mit einer bestimmten Ausrichtung vorzutäuschen. Die meisten bekannt gewordenen Fälle von Astroturfing stammen aus der Politik.
Die übliche Methode besteht dabei darin, dass sich wenige Personen als große Zahl von Aktivisten ausgeben, die für eine bestimmte Sache eintreten. Sie verschaffen sich Aufmerksamkeit, indem sie beispielsweise Leserbriefe und E-Mails schreiben, Blogeinträge verfassen, Crossposts verbreiten oder Trackbacks setzen. Sie erhalten von einer Zentrale Anweisungen darüber, welche Meinungen sie wann und wo äußern sollen und wie sie dafür sorgen können, dass ihre Empörung oder Anerkennung, ihre Freude oder ihre Wut vollkommen spontan und unbeeinflusst erscheint, so dass die zentral gesteuerte Kampagne den Eindruck echter Gefühle und Anliegen hinterlässt. Oftmals werden Lokalzeitungen Opfer von Astroturfing, indem sie Leserbriefe veröffentlichen, die mit identischem Inhalt auch an andere Zeitungen gesandt wurden.
Die Kosten von Astroturfingkampagnen sind durch die Effizienz von Internet und E-Mail stark gesunken. Es wird zunehmend auch Software („social bots“) eingesetzt, die es einzelnen Aktivisten vereinfacht, eine größere Anzahl Benutzerkonten in Blogs, Internetforen und sozialen Netzwerken zu verwalten und mit ihnen scheinbare Meinungsmehrheiten zu erzeugen.
Astroturfing kann als Übernahme der Methoden des Grassroots campaigning beschrieben werden. Seine Akteure verfolgen keinen demokratischen Bottom-up-Ansatz, sondern haben durch zentrale Koordination und Finanzierung eine Top-down-Prägung, die sie jedoch zu verheimlichen versuchen. In Anlehnung an das Grassroots-Campaigning wurde Astroturfing auch als Grassroots lobbying bezeichnet. Da heimlichem Lobbyismus wie Astroturfing die Legitimität von Basisbewegungen fehlt, gilt es als Problem, wenn Astroturfing als solches identifiziert wird:

„Einmal aufgedeckt, ernten solche Aktionen fast durchweg ein negatives Presseecho. Den Medien kommt eine wichtige Kontrollfunktion zu, wenn es darum geht, vorgetäuschte Grassrootskampagnen offenzulegen. Die genannten negativen Beispiele zeigen, dass Grassrootscampaigning für Unternehmen und Wirtschaftsverbände nur funktionieren kann, wenn von Anfang an mit offenen Karten gespielt wird. Nur wenn die Quelle und Financiers von Kommunikationsaktivitäten transparent sind, ist die Legitimität des Grassrootslobbying gegeben.“

Astroturfing-Organisationen, wie sie bei Umweltthemen häufig von Industrieunternehmen genutzt werden, um ihre politischen Ziele durchzusetzen, nutzen häufig euphemistische Namen, die verschleiern, was ihre echte Agenda ist und wer sie finanziert und stattdessen den Eindruck vermitteln, dass sie sich scheinbar für Umweltbelange wie Klimaschutz einsetzen. Häufig vermitteln die Namen dieser Organisationen ein Gefühl von Gruppenzugehörigkeit, z. B. indem sie Begriffe wie „Bürger“ oder „Verbraucher“ nutzen, und Vertrauenswürdigkeit, indem sie auf Adjektive wie „sauber“ oder „gesund“ zurückgreifen. Beispielsweise finanzierte die US-amerikanische fossile Energieindustrie in ihrem Kampf gegen Klimaschutz Astroturfing-Organisationen mit Namen wie National Wetlands Coalition, Global Climate Coalition, Greening Earth Society, Washington Consumers for Sound Fuel Policy und American Coalition for Clean Coal Energy, die dann häufig echte Umweltschutzorganisationen, mit denen sie verwechselt werden können, angriffen.

## Beispiele

### Deutschland
Beispiele für Astroturfing in Deutschland sind der Bundesverband Landschaftsschutz und die Bürger für Technik der Atomindustrie.
2009 wurde durch die Bürgerrechtsorganisation Lobbycontrol bekannt, dass die Deutsche Bahn im Jahr 2007 knapp 1,3 Mio. Euro für die „verdeckte Beeinflussung der Öffentlichkeit“ ausgegeben hatte: Dabei wurde mit vermeintlich „unabhängigen“ Umfragen Stimmung gegen die Streiks der Lokführer 2007 und für die Privatisierung der Deutschen Bahn geschaffen. Außerdem wurden Foren und Blogs wie Brigitte.de und Spiegel Online mit bahnfreundlichen Beiträgen massiv unterwandert. Der Deutsche Rat für Public Relations (DRPR) rügte deswegen die Bahn sowie die PR-Firmen EPPA GmbH, Berlinpolis und Allendorf Media.
In einem ähnlichen Fall gab die EPPA GmbH verdeckte PR zum Thema Biokraftstoff in Auftrag, bei der die Agentur Berlinpolis in der Jungen Welt, der Frankfurter Allgemeinen Zeitung, der Frankfurter Rundschau sowie auf Focus Online vorgebliche Leserbriefe von Berliner Bürgern veröffentlichte.
Im Juni 2010 wurde bekannt, dass die Freie Demokratische Partei (FDP) wiederholt FDP-freundliche Kommentare im Blogforum ruhrbarone.de abgesetzt hatte. Der DRPR kritisierte daraufhin die FDP-Bundesgeschäftsstelle, durch dieses Verhalten „vor allem das Transparenzgebot zur Kontaktpflege im politischen Raum verletzt“ zu haben.
Laut Informationen des ARD-Magazins Plusminus und Lobbycontrol nutzen auch Unternehmen und Verbände der Braunkohlewirtschaft Astroturfing-Kampagnen für ihre PR-Arbeit: So bestünden z. B. enge personelle, organisatorische und inhaltliche Gemeinsamkeiten mit der sich als unabhängig darstellenden Bürgerinitiative „Unser Revier – Unsere Zukunft – An Rur und Erft“, dem Deutschen Braunkohlen-Industrie-Verein (DEBRIV) sowie dem Energieversorgungskonzern RWE AG. Dabei teilten sich die Bürgerinitiative, der DEBRIV sowie der Ring Deutscher Bergingenieure das gleiche Postfach; auch die Internetsite der Bürgerinitiative sei auf die Adresse von DEBRIV und den „Bezirksverein Rheinische Braunkohle“ registriert. Auch der den menschengemachten Klimawandel bestreitende Verein Pro Lausitzer Braunkohle ist eine Astroturfing-Organisation, die von Vattenfall finanziert wurde, um als „Sprachrohr einer angeblich schweigenden Mehrheit“ Stimmung für den Braunkohlebergbau zu machen. Dabei fanden sich gerade in der Debatte zur Energiewende vielfach Versuche, tatsächliche soziale Bewegungen wie Fridays for Future als Astroturfing zu delegitimieren.
2021 warb Uniti, ein Lobbyverband, der deutsche Erdöl- und Kraftstoffhändler sowie Tankstellenbetreiber vertritt, junge Menschen auf einer Jobbörse an, die dann vor dem Bundestag mit Aussagen wie "E-Fuels for Future" oder "Klimaschutz könnte man tanken" für E-Fuels warben. Der Spiegel beurteilte die Aktion als "typisches Astroturfing", bei dem sich Konzerne "als Teil sozialer oder ökologischer Bewegungen inszenieren". Der Hauptgeschäftsführer von UNITI bestritt das Astroturfing, es sei bei der Aktion nur darum gegangen, zu "informieren".
Auch Unternehmen wie die Deutsche Telekom haben allem Anschein nach Kundenbewertungen von einer Textagentur fingieren lassen, um so eine angeregte Kundendebatte über diverse Produkte in dem eigenen Shopping-Portal vortäuschen zu können.

### Schweiz
Das Zürcher Unternehmen Poolside AG hatte Anfang Dezember 2012 im Auftrag der Werbeanstalt Schweiz AG fünf Studenten angeworben, welche über mehrere Wochen hinweg dafür bezahlt wurden, in gängigen Schweizer Nachrichtenportalen unter einer Reihe von falschen Identitäten gezielt Stimmung gegen die Eidgenössische Volksinitiative «gegen die Abzockerei» zu machen. Die Sockenpuppen-Kampagne wurde nach einigen Wochen durch Recherchen des Tages-Anzeigers aufgedeckt und daraufhin eingestellt. Die Werbeanstalt Schweiz AG war zuvor vom Schweizer Wirtschaftsverband Economiesuisse dafür bezahlt worden, eine Plakat-Kampagne gegen die Volksinitiative durchzuführen, die Kampagnenleiterin des Wirtschaftsverbandes leugnete aber einen Zusammenhang. Die Volksinitiative wurde schließlich mit einem Ja-Stimmenanteil von 67,9 % angenommen.

### Vereinigtes Königreich
Im Vereinigten Königreich hatten neben nationalistischen Strömungen vor allem ultrakonservative Politiker und neoliberale Rechte ein Interesse an einem Austritt des Landes ohne eine Einbindung in Regelungsmechanismen der Wirtschaft durch die Europäische Union. Nach der von etlichen Thinktanks und Unternehmen finanzierten „Vote Leave“ Kampagne von Boris Johnson, bauten die neoliberalen Unternehmer Richard Tice, John Longworth und Nigel Farage die Organisation „Leave means Leave“ auf. Mit dieser euroskeptischen Pressure Group lobbyierten sie als „Volksbewegung“  für den Austritt des Vereinigten Königreichs mit einem „Hard Brexit“. Leave means Leave wird als Astroturfing-Organisation der jungen neoliberalen Rechten angesehen und mit verantwortlich gemacht, für die politische Entwicklung die zum Rücktritt von Theresa May und dem Aufstieg von Boris Johnson führte. Etliche Aktive der Leave Means Leave Kampagne waren euroskeptische Konservative Abgeordnete des Unterhauses, organisiert in der sogenannten European Research Group (ERG). Tice wurde später Vorsitzender der Brexit Party (Reform UK).

### Andere Länder
1993 gründete die Public-Relations-Agentur Burson-Marsteller die Astroturfing-Gruppe National Smokers Alliance (NSA) um die Anti-Raucher-Gesetzgebung im Sinne der Tabakindustrie zu beeinflussen. Mit finanzieller Unterstützung von Philip Morris USA wurden mit aggressiven Methoden Mitglieder für die NSA geworben, neben Einzelpersonen handelte es sich dabei vor allem um Restaurants. Obwohl die NSA sich den Anschein einer Graswurzelbewegung gab, handelte es sich um eine Frontorganisation der Tabakindustrie, wie später aufgedeckt werden konnte.
Der chinesische Menschenrechtler und Journalistikprofessor Xiao Qiang erläuterte 2008 anhand von internen Regierungsdokumenten, wie staatliche Stellen in der Volksrepublik China mit speziell trainierten Internetkommentatoren, der 50-Cent-Partei (so benannt nach dem Betrag, der ihnen Gerüchten zufolge für ein Posting gezahlt wird), virtuelle Debatten manipulieren.
Dem Blogger Richard Silverstein übermittelte einer seiner Leser während der Operation Gegossenes Blei Anfang 2009 einen Diskussionsleitfaden des israelischen Außenministeriums für Freiwillige, die in den Internetforen internationaler Medien die Militäroffensive Israels in Gaza verteidigen sollten. Im August 2013 bestätigte das Büro von Ministerpräsident Benjamin Netanjahu Berichte über ein Programm, für umgerechnet 583.000 Euro Studenten mit Stipendien auszustatten, die als Gegenleistung pro-israelische Postings auf Facebook und Twitter verbreiten sollen.
Im Februar 2012 veröffentlichte eine Gruppe, die sich als russischer Arm von Anonymous bezeichnete, angeblich von ihr gehackte E-Mail-Korrespondenzen zwischen der Führung der Jugendorganisation Naschi und einem Netzwerk von Bloggern und Internetbenutzern. Die in ihnen beschriebenen Aktivitäten umfassen Zahlungen für Postings, in denen die Politik von Wladimir Putin gelobt wird, Pläne, für mehr als zehn Millionen Rubel positive Artikel über das jährliche Sommerlager von Naschi in den Zeitungen Moskowski Komsomolez, Komsomolskaja Prawda und Nesawissimaja gaseta zu erkaufen, Manipulationen der Benutzerbewertungen auf YouTube, Ideen für eine Online-Schmähkampagne gegen den Regierungskritiker Alexei Nawalny und die Überwachung der LiveJournal-Einträge der oppositionellen Politiker Nawalny, Boris Nemzow und Ilja Jaschin. Weitere Enthüllungen dieser Art erfolgten 2014. Demnach soll die sogenannte Troll-Armee, die damals im Sankt Petersburger Stadtteil Olgino residierte, von Jewgeni Prigoschin finanziert werden und ihre Aktivitäten im Gefolge des Euromaidan, der völkerrechtswidrigen Annexion der Krim durch Russland und des Kriegs im Osten der Ukraine auf die Kommentarspalten westlicher Medien ausgeweitet haben. Die Authentizität des Materials wurde von einem Geschäftsführer der Agentur zur Analyse des Internets gegenüber der Süddeutschen Zeitung bestätigt. 2015 meldeten die russischen Zeitungen Moi Rajon und Nowaja gaseta unter Berufung auf interne Dokumente und Aussagen einer ehemaligen Mitarbeiterin, dass die Agentur über 400 Angestellte beschäftige, die für einen Monatslohn von 40.000 Rubeln in Zwölf-Stunden-Schichten rund um die Uhr arbeiteten. Einer der Aufträge sei die Verbreitung von Verschwörungstheorien zur Ermordung von Boris Nemzow gewesen. Ehemalige Beschäftigte der Agentur, deren Sitz sich nun in der Sankt Petersburger Sawuschkina-Straße 55 befindet, berichteten in Interviews, dass die Bezahlung in bar erfolge und es keine Arbeitsverträge, sondern lediglich Geheimhaltungsverpflichtungen gebe.
Ein Report von Freedom House stellte 2013 in 22 von 60 untersuchten Ländern Manipulationen von Online-Diskussionen durch von der jeweiligen Regierung bezahlte Kommentatoren fest, wobei in der Volksrepublik China, Bahrain und Russland diese Praktiken am massivsten eingesetzt wurden.
Im Gefolge der globalen Überwachungs- und Spionageaffäre veröffentlichte der Journalist Glenn Greenwald im Februar 2014 Dokumente aus dem Fundus des Whistleblowers Edward Snowden, aus denen hervorgehen soll, dass die Geheimdienste GCHQ und NSA versuchen, Online-Diskurse zu manipulieren und zu kontrollieren. Die Präsentation mit dem Titel The Art of Deception: Training for Online Covert Operations (dt.: Die Kunst der Täuschung: Training für verdeckte Onlineoperationen), die von der GCHQ-Arbeitsgruppe Joint Threat Research Intelligence Group (JTRIG) stammen soll, listet Maßnahmen zur gezielten Diskreditierung von Zielpersonen oder Unternehmen auf. Außerdem werden auf Erkenntnissen der Sozialwissenschaften basierende Taktiken geschildert, mit denen sich Internet-Debatten beeinflussen und auf ein gewünschtes Ziel hin steuern ließen.
Im Vorfeld der Parlamentswahl 2014 in Indien wurde sowohl der Bharatiya Janata Party (BJP) wie auch der Kongresspartei vorgeworfen, „politische Trolle“ zu beschäftigen, die in Blogs und sozialen Medien für sie Stimmung machen.
2015 stellte das Informationsministerium der Ukraine eine „Informationsarmee“ von Freiwilligen auf, die der russischen Trollarmee entgegentreten soll.
Astroturfing-Kampagnen werden ebenfalls von der organisierten Klimaleugnerbewegung angewandt. Wichtige Beispiele sind insbesondere die Kampagnen der Frontorganisationen Americans for Prosperity und FreedomWorks, die beide von den Gebrüdern Koch (Koch Industries) finanziert werden. Diesen kam eine einflussreiche Rolle bei der Formierung der Tea-Party-Bewegung zu; zugleich animierten sie die Tea-Party-Bewegung dazu, ihre Interessen auf die globale Erwärmung zu lenken. Eine weitere Astroturf-Organisation ist Energy Citizens, die sich offiziell als eine Bewegung Zehntausender Amerikaner darstellt, hinter der aber tatsächlich das American Petroleum Institute steht.
Auch Microsoft verwendete bereits Astroturfing. Bekannt geworden sind zahlreiche Fälle aus dem Jahr 2001, in denen unterstützende Briefe im amerikanischen Anti-Trust-Verfahren gefälscht oder zumindest vorformuliert wurden, einige dieser Briefe sogar im Namen von Verstorbenen. Studentenvertretungen an zahlreichen deutschen Universitäten bekamen darüber hinaus im Januar 2011 E-Mails gleichlautenden Inhalts von einer angeblichen Studentin, welche für einen Einsatz von OneNote warb. Diese Mails wurden jedoch nicht von einer Universitätsadresse abgeschickt, sondern aus einem IP-Subnetz von Microsoft.

## Film
- (Astro) Turf Wars (Australien 2010), Dokumentarfilm von Taki Oldham über Astroturfing-Kampagnen gegen Barack Obama